# Somatochlora kennedyi
Somatochlora kennedyi là loài chuồn chuồn trong họ Corduliidae. Loài này được Walker mô tả khoa học đầu tiên năm 1918.